# 那不勒斯和西西里的瑪麗亞·克里斯蒂娜
瑪麗亞·克里斯蒂娜（義大利語：Maria Cristina di Borbone-Napoli，1779年1月17日—1849年3月11日），薩丁尼亞王后，1821年至1831年在位。
1807年，瑪麗亞·克里斯蒂娜與薩丁尼亞國王維托里奧·埃馬努埃萊一世的弟弟卡洛·費利切結婚。1821年維托里奧·埃馬努埃萊一世退位，卡洛·費利切和瑪麗亞·克里斯蒂娜成為薩丁尼亞國王和王后。兩人沒有子女。